# Carolus Antonius Ludovicus van Hugenpoth tot Aerdt
Carolus Antonius Ludovicus baron van Hugenpoth tot Aerdt (Arnhem, h. Warnsborn, 25 augustus 1825 – 's-Heerenberg, Boetselaersborg, 16 oktober 1907) was een Nederlands politicus.

## Familie
Van Hugenpoth tot Aerdt was lid van de familie Van Hugenpoth en een zoon van mr. Joannes Nepomucenus Wilhelmus Antonius
baron van Hugenpoth tot Aerdt (1789-1849), advocaat, rechter-plaatsvervanger en notaris te Arnhem, en van Caroline Rose Clotildis Flament (1802-1835). Hij was lid van de ridderschap van Gelderland. Hij trouwde met Oliviera Francisca Dorothea Maria barones van Dorth tot Medler (1835-1869), lid van de familie Van Dorth, en na haar overlijden met zijn schoonzus Maria Elisabeth Oliviera Wilhelmina barones van Dorth tot Medler (1834-1893). Uit het eerste huwelijk werden zeven kinderen geboren, onder wie twee zoons die net als hun vader burgemeester werden; een derde zoon werd lid van de Raad van State.

## Loopbaan
Van Hugenpoth tot Aerdt werd achtereenvolgens benoemd tot burgemeester van Groesbeek (1851), Bemmel (1854)  en Bergh (1856). Vanaf 1857 was hij ook schoolopziener. In 1889 werd hij lid van de Provinciale Staten van Gelderland en in 1894 lid van de Gedeputeerde Staten. Hij ging in dat laatste jaar met pensioen als burgemeester van Bergh en werd daarin opgevolgd door zijn zoon Joannes Nepomucenus van Hugenpoth tot Aerdt. In 1904 nam hij ook afscheid van de Provinciale en Gedeputeerde Staten.
Hij werd benoemd tot ridder in de Orde van de Nederlandse Leeuw (1900). Van Hugenpoth tot Aerdt overleed in 1907, op 82-jarige leeftijd. 